# برج سی‌ام‌ای سی‌جی‌ام
برج سی‌ام‌ای سی‌جی‌ام (به فرانسوی: Tour CMA-CGM) یک آسمان‌خراش به طول ۱۴۷ متر در ناحیه تجاری مرکزی مارسی، فرانسه است که توسط زها حدید طراحی شده است. این برج اداری با ۲٬۲۰۰ کارمند مقر شرکت کشتیرانی سی‌ام‌ای سی‌جی‌ام است. زها حدید برای طراحی این ساختمان در نوامبر ۲۰۰۴ انتخاب شد و اولین برج طراحی شده توسط وی می‌باشد.  

## نگارخانه

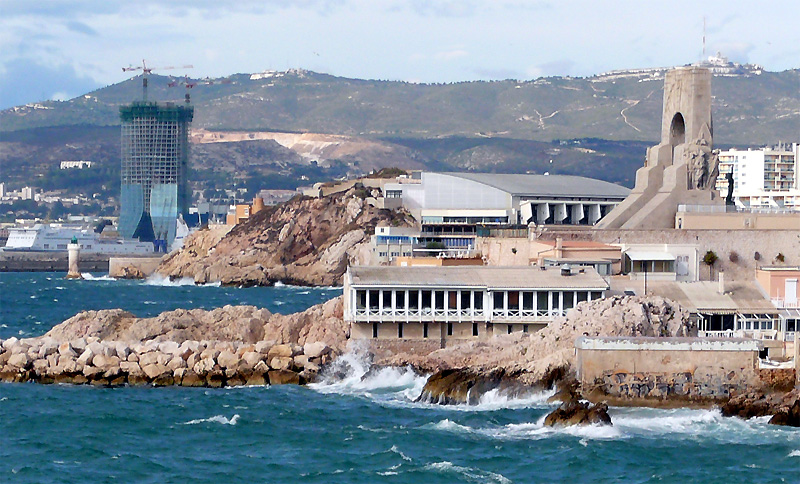
نمای برج در حال ساخت